# حصان زناتي
الحصان الزناتي أو الجينيت (بالٳسبانية: Jinete) هي سلالة من الخيول التي أُستخدمت في العصور الوسطى وكانت تتمتع بسمعة طيبة. لكنه يعتبر منقرضًا في وقتنا الحالي، ومن المقرر استرداد خصائصه من خلال سجل النسب الذي يُطلق عليه اسم "Spanish Jennet Horse".

## التسمية
يشير الاسم الأسباني لهذه الخيول ٳلى فارس خفيف «الجناتي»، وكذلك ٳلى أسلوب الركوب باستخدام ركاب قصير. يأتي أصل الكلمة من القبيلة الأمازيغية زناتة المشهورة بفرسانها، ويعطي قاموس التراث الأمريكي أصلًا مشابهًا للكلمة، مستشهداً بالكلمة الإنجليزية الوسطى "genet" من الفرنسية القديمة والكتالونية "ginet"، ومن المحتمل أنها من أصل عربي أو أمازيغي. وفقا لموسوعة بريتانيكا الحادية عشرة، تشير كلمة "jennet" إلى حصان سرج إسباني صغير، وهو نفس التعريف الموجود في طبعة عام 2000 من قاموس التراث الأمريكي. يصف الاسم الجيني نوعًا من الأحصنة وليس عرقًا، ولم يعد مستخدمًا اليوم، ولكنه موجود بشكل متكرر في مستندات من العصور الوسطى.

## التاريخ
وفقًا لدينيس بوغروس، فإن الجينيت ليست سوى قبيلة زناتة، من الغزوات الٳسلامية في القرن الثامن، والتي سمحت للخيول البربرية بالوصول إلى جنوب أوروبا. في عام 647، أخضع المسلمون بلاد ليبيا واتجهوا غربًا ومعهم 400 حصان، وفي النهاية واجهوا قبائل زناتة وصنهاجة. فاعتنق الزناتيون المشهورين بفرسانهم الممتازين الإسلام وانضموا إلى صفوف الجيش الٳسلامي عام 709. وتم تنظيم حملة لفتح الأندلس بعد ذلك بثلاث سنوات. بحيث عبر 8000 فارس رفقة خيولهم الزناتية مضيق جبل طارق. فأصبحت الأندلس إحدى مقاطعات بلاد المغرب الٳسلامية. انتشرت سمعة الفرسان الزناتيين تدريجياً مع سمعة خيولهم، وتم العثور على أثار فتحهم السريع في اللغات الأوروبية التي يعتبر فيها الجينيت الإسباني أفضل حصان سرج، من العصور الوسطى إلى عصر النهضة.
بمرور الوقت، سمحت عملية الاسترداد للإسبان باستعادة الخيول التي خلفها المسلمون، وأدت هذه الحيوانات تدريجياً إلى ظهور الانواع المعروفة باسم الأحصنة الاستعمارية الإسبانية، والذي سيعتمد عليه المستعمرون لغزو العالم الجديد. يُطلق على إحدى ميليشيات الخيالية الفرنسية من القرن الثامن عشر اسم "Genetaires"، لأنها كانت تستخدم الحصان الزناتي. كما نقل الاسبان عدد كبير من هذه الاحصنة إلى أمريكا، وقد ساهمت السلالة في ظهور السلالة الحديثة التي تسمى بالحصان الزناتي الاسباني، وكذلك أحصنة باسو فينو وبيرو باسو، وربما تكون هذه السلالات الثلاثة هي الأقرب إلى الحصان الزناتي الأصيل. ويعتبر الأندلسي هو أيضًا سليل من الحصان الزناتي.